# Kwoka

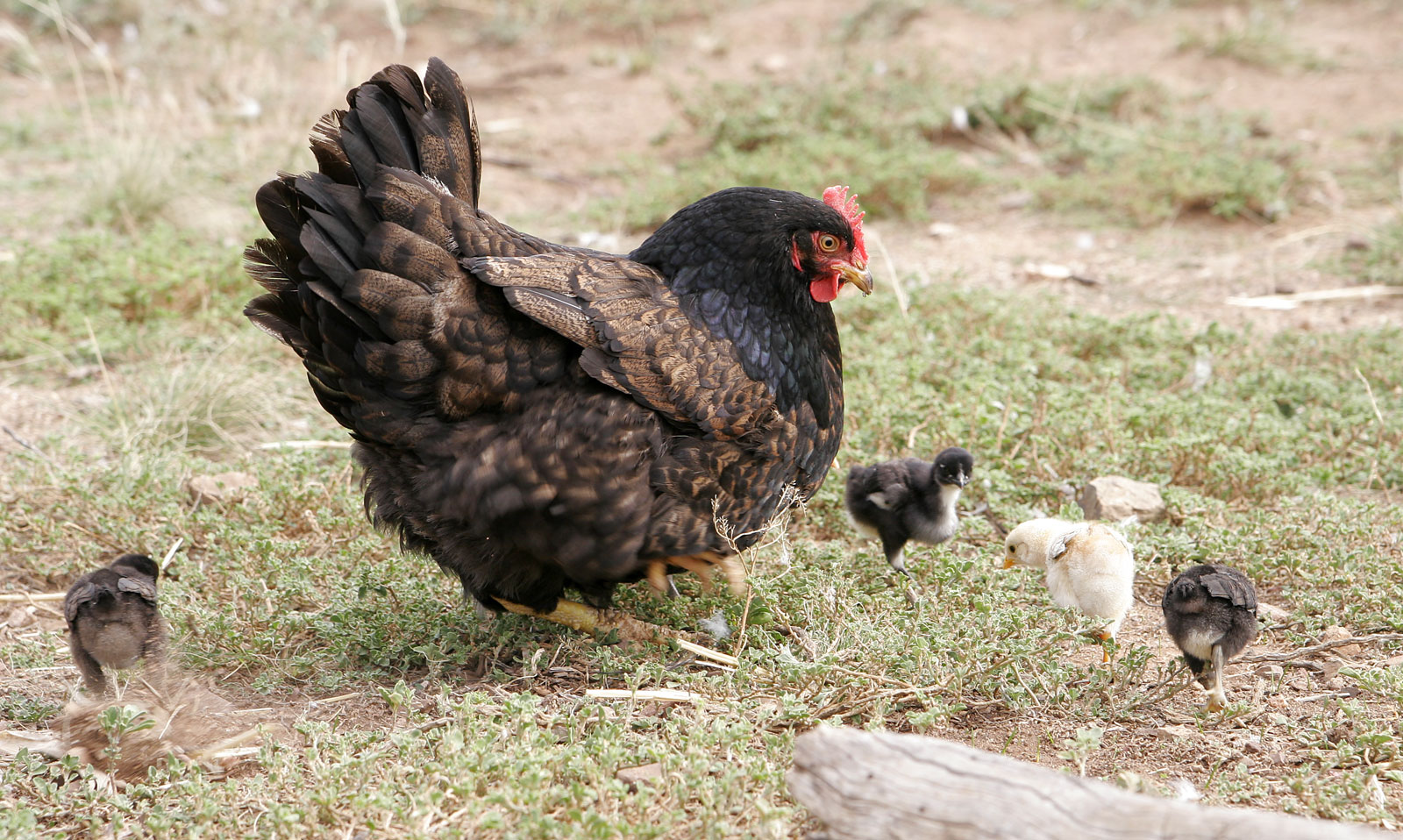
Kwoka z pisklętami

1. Kwoka (kura) – kura domowa w okresie lęgowym, potocznie nazywanym okresem kwoczenia. W okresie tym kwoka znosi jaja, wysiaduje je i wyprowadza lęg. Potomstwem kwoki są kurczęta.
Oznaki kwoczenia to: stroszenie piór, podwyższona temperatura ciała oraz charakterystyczne nawoływanie, czyli kwoczenie.
W gospodarstwach rolnych kwokom przygotowuje się sztuczne gniazdo, najczęściej w koszyku, i podkłada się jaja do wysiadywania. Jaja muszą być zalężone, czyli zapłodnione. Kwoka może wysiadywać jednocześnie od kilku do kilkunastu jaj.
2. Kwoka sztuczna – urządzenie wyposażone w elektryczne grzejniki oporowe lub promienniki podczerwieni do ogrzewania piskląt. Urządzenie to jest stosowane w wylęgarniach i w hodowli drobiu. Zapewnia ono pisklętom wychowywanym bez matki odpowiednią temperaturę, konieczną do rozwoju i wzrostu. Sztuczna kwoka zastępuje naturalną kwokę-matkę.